# Irish League 1913-1914
L'Irish League 1913-1914 è stata la 24ª edizione della prima divisione del campionato nordirlandese di calcio.
Il campionato era formato da otto squadre e il Linfield vinse il titolo. Non vi furono retrocessioni.

## Classifica finale
| Pos. | Squadra        | G  | V  | N | P  | GF | GS | Punti |
| ---- | -------------- | -- | -- | - | -- | -- | -- | ----- |
| 1    | Linfield       | 14 | 11 | 2 | 1  | 32 | 13 | 24    |
| 2    | Glentoran      | 14 | 8  | 3 | 3  | 32 | 18 | 19    |
| 3    | Belfast Celtic | 14 | 8  | 1 | 5  | 19 | 18 | 17    |
| 4    | Distillery     | 14 | 6  | 4 | 4  | 14 | 12 | 16    |
| 5    | Shelbourne     | 14 | 6  | 2 | 6  | 16 | 10 | 14    |
| 6    | Glenavon       | 14 | 4  | 2 | 8  | 12 | 23 | 10    |
| 7    | Bohemians      | 14 | 2  | 2 | 10 | 19 | 36 | 6     |
| 7    | Cliftonville   | 14 | 3  | 0 | 11 | 15 | 29 | 6     |

G = Partite giocate; V = Vittorie; N = Nulle/Pareggi; P = Perse; GF = Goal fatti; GS = Goal subiti; 